# Jardines y Plantación Magnolia

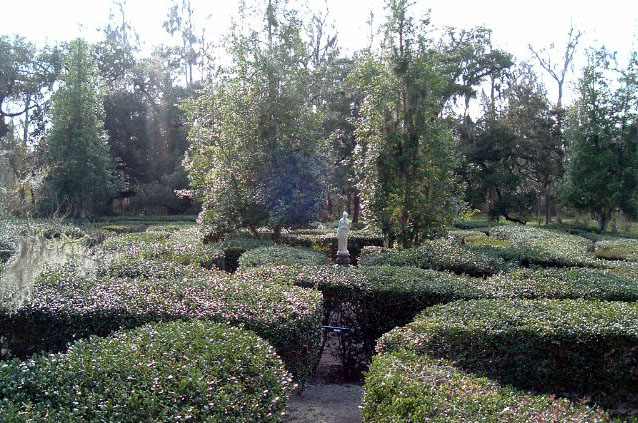
Laberinto vegetal en la plantación.

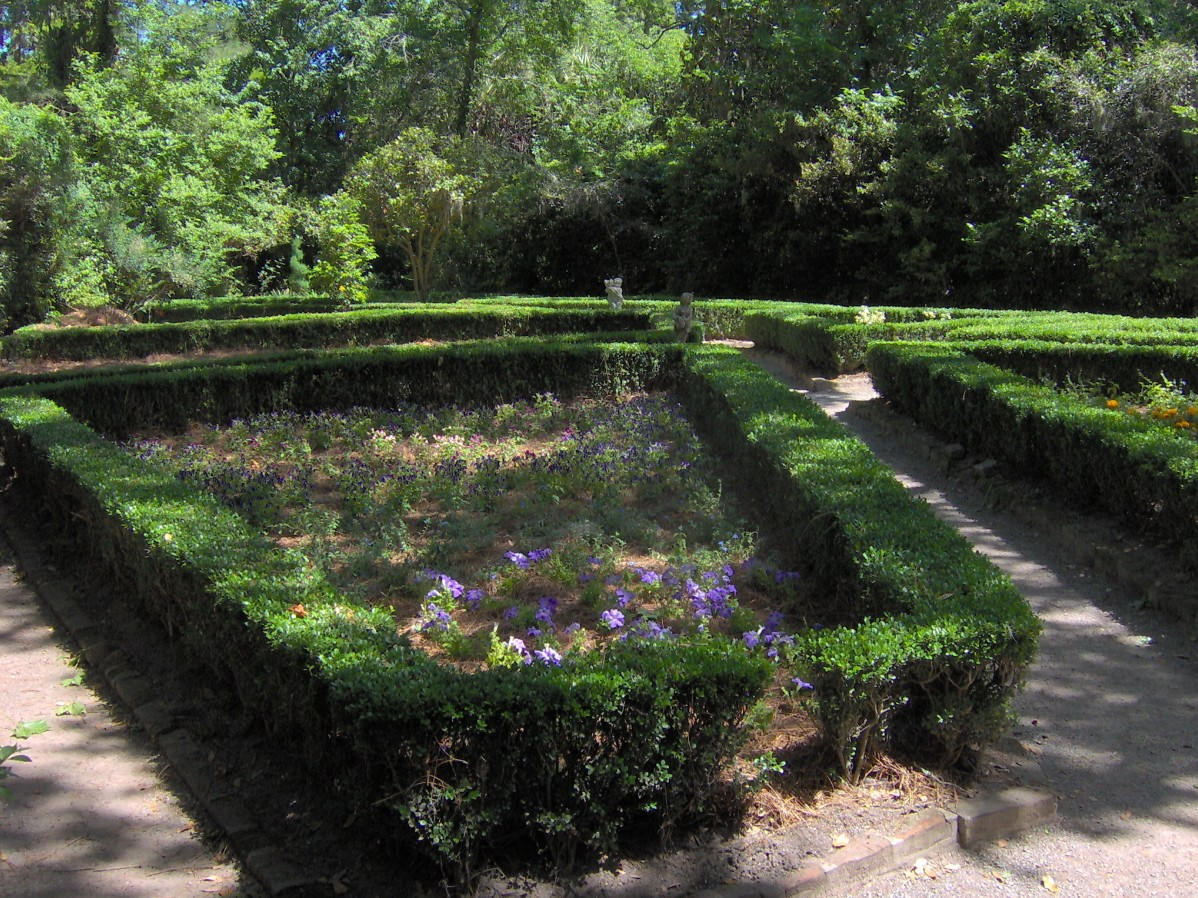
Macizos florales ya plantados desde 1680.

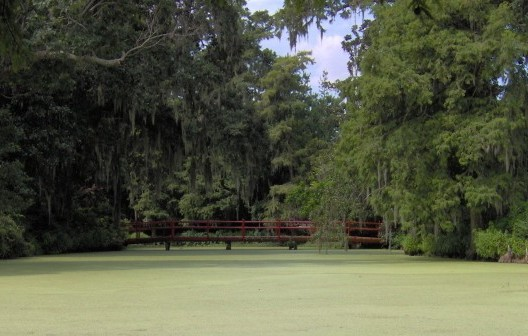
Puente peatonal rojo sobre las verdes aguas.

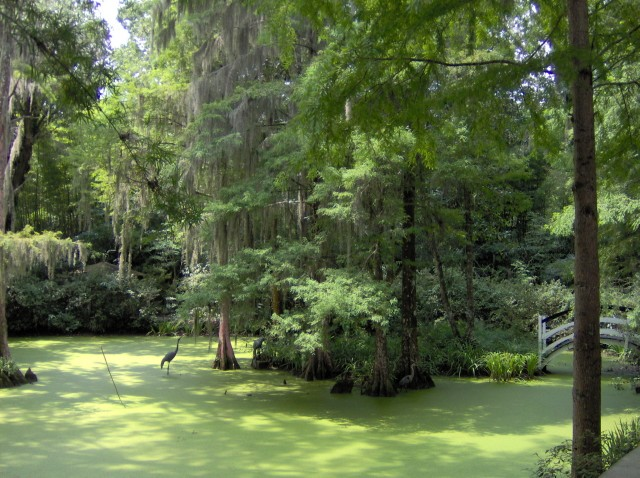
Estanque con estatuas de garcillas.

Los Jardines y Plantación Magnolia en inglés : Magnolia Plantation and Gardens es una casa histórica con jardines de 70 acres (28 hectáreas) de extensión situados en el Ashley River en 3550 Ashley Road River, Charleston County, en  Carolina del Sur.
Es una de las más antiguas plantaciones en el Sur, y está catalogada en el Registro Nacional de Lugares Históricos. "Magnolia Plantation" se encuentra cerca de Charleston y directamente a través del río Ashley. La casa y los jardines están abiertos todos los días, se carga una cuota de admisión. 
La plantación se remonta a 1676, cuando Thomas y Ann Drayton construyeron una casa y un pequeño jardín formal en el sitio. (La plantación permanece bajo el control de la familia Drayton después de 15 generaciones.) El histórico Drayton Hall fue construido en 1738 por John Drayton en una propiedad colindante. 
Magnolia era originalmente una plantación de arroz, con extensos movimientos de tierras, de presas y diques construidos en los campos a lo largo del río para irrigar la tierra para el cultivo de arroz. Los esclavos procedentes  de regiones arroceras de África crearon las obras. A medida que pasaba el tiempo, los esclavos desarrollaron una cultura y una lengua criolla, el gullah, conservando muchos elementos procedentes de África.

## Historia
La Plantación Magnolia se hizo conocida gracias a sus jardines después de que el reverendo John Grimke-Drayton heredase la propiedad en la década de 1840 y los reacondicionara. A través de su madre, Grimke era el nieto de Thomas Drayton, quien le legó la finca a él a condición de que llevara el apellido Drayton. A través de su padre, John era un sobrino de Sarah Grimke y Angelina Emily Grimke.
Grimke-Drayton, un ministro episcopal, comenzó a trabajar los jardines reacondicionándolos en un estilo Inglés, según la leyenda, esto se hizo para atraer a su novia al sur de su país natal, Filadelfia. Fue uno de los primeros en cultivar Camellia japonica en un escenario al aire libre (1820), y se dice que ha cultivado las primeras azaleas de América. Bajo su supervisión, los jardines de Magnolia en el Ashley llegaron a ser bien conocidos en el periodo Antebellum por sus azaleas y encinas. Estos fueron fotografiados por Mathew Brady, que más tarde se haría famoso por sus fotografías de la Guerra Civil Americana. Otro visitante a Magnolia en este periodo fue John James Audubon, por quién lleva su nombre el jardín de Magnolia Audubon Swamp Garden.
La casa solariega fue quemada durante la Guerra Civil, probablemente por las tropas de la Unión. Debido a las consecuencias de la Guerra Civil y la crisis económica de la posguerra, John Drayton abrió los jardines al público para ganar dinero como atracción turística. En 1870, "Magnolia-on-the-Ashley" eran los jardines privados que abrieron por primera vez al público. En el siglo XX, los visitantes notables han incluido a George Gershwin, Henry Ford, Eleanor Roosevelt, Orson Welles y Reba McEntire.

## Descripción
"Magnolia Plantation" es administrada como una casa museo y atracción turística. Tiene una casa de la plantación reconstruida y restaurada, con base en lo que fue construido después de la Guerra Civil. La parte más antigua fue construida antes de la Guerra de la Independencia cerca de Summerville. Fue transportado por el río Ashley después de la Guerra Civil y se añade a la casa durante su reconstrucción. La amplia terraza y enormes columnas se han añadido más recientemente. 
De las cinco cabañas existentes en el lugar, cuatro fueron construidas en tiempos de la esclavitud y una data de 1900. Han sido restaurados según los diferentes períodos: década de 1850 y otras décadas después de la guerra, durante el siglo XX, ya que albergaba tanto a trabajadores libre, así como trabajadores esclavizados. El programa de interpretación refleja la historia afroamericana en la plantación, From Slavery to Freedom (De la esclavitud a la libertad). Los trabajos arqueológicos que se realizan, están revelando más sobre la vida de los esclavos y de los trabajadores negros libres, que eran jardineros y artesanos.    
Otros elementos de la plantación es de destacar el entorno natural: un tren de la naturaleza, un paseo en barco de pantano, y un área de vida silvestre. Un zoológico de animales domésticos  y los jardines nos muestran a una naturaleza humanizada. Muchas de las atracciones de hoy en día fueron construidas a partir de 1975 durante la última renovación del jardín. 
Una de las características más destacables del jardín son sus numerosas plantaciones de  azaleas, además de:
- Barbados Tropical Garden (Jardín Tropical de Barbados) - jardín tropical en invernaderos.
- Biblical Garden (Jardín bíblico) - plantas mencionadas en la Biblia, con áreas delimitadas de Antiguo Testamento y del Nuevo Testamento.
- Camellia Collection (Colección de Camelias) - las primeras plantaciones de  Camellia japonica datan de la década de 1820, estando cultivadas unas 900 variedades. Cerca de 150 fueron conseguidas en los viveros de los jardines.
- Cattail Wildlife Refuge (Refugio de vida silvestre de los carrizos) - aproximadamente 500 acres (2 km²), con una torre para la observación de aves.
- Cypress Lake (Lago de los cipreses calvos) - con numerosos cipreses calvos (Taxodium distichum), de más de 100 años de edad, a lo largo de los bancos del río y en los humedales.
- Flowerdale (Valle de las flores) (50 acres) - las secciones de jardinería más antiguas establecidas en 1680. Plantaciones formales de plantas anuales establecidas en lechos de cultivo de forma triangular delimitados por setos de boj. Hay dos grandes camelias con fecha de plantación de 1840.
- Long Bridge (Puente largo) - construido en la década de 1840, es uno de los siete puentes existentes en los terrenos.
- Maze (Laberinto) - replica del famoso laberinto inglés existente en  los jardines de Hampton Court, pero plantado con unas 500 Camellia sasanqua  intercalados con acebos. Con cerca de 14 millas (23 km) de vías.
- Nature Center and Zoo (Zoo y Centro de Naturaleza) - animales domésticos típicos de las plantaciones del sur, así mismo animales autóctonos heridos o huérfanos, y también pájaros exóticos tal como aves de la selva malaya, gallinas de guinea, y pavo reales.
- Swamp Garden (Jardín del pantano) - colección que enfatiza en las plantas autóctonas y sus ricos ecosistemas.